# Le Gros-Theil

Le Gros-Theil este o comună în departamentul Eure, Franța. În 1 ianuarie 2018 avea o populație de 1.023 de locuitori.